# Caiapônia
Caiapônia – miasto w Brazylii, w stanie Goiás. Ośrodek regionu rolniczego głównie: hodowla bydła, uprawa kukurydzy, soi i ryżu.